# Carlos Evelyn
Carlos Sochaczewski Evelyn (São Paulo, 23 de maio de 1970) é um ex-ator brasileiro. É irmão de Deborah Evelyn e sobrinho de Renata Sorrah. Abandonou a carreira artística em 2006 para se tornar diretor financeiro.
Interpretou o personagem-título do premiado filme Hans Staden, no qual aparece completamente nu na maior parte do tempo.

## Filmografia

### Televisão
| Ano  | Título             | Personagem              | Notas                        |
| ---- | ------------------ | ----------------------- | ---------------------------- |
| 1999 | Andando nas Nuvens | Nicolau Rocha           |                              |
| 2000 | O Cravo e a Rosa   | Fábio Moreira (Mudinho) |                              |
| 2002 | Desejos de Mulher  | Gustavo                 | Episódios: "2 de março"      |
| 2003 | Celebridade        | Oscar                   |                              |
| 2006 | Páginas da Vida    | David                   | Episódios: "21–22 de agosto" |

### Cinema
| Ano  | Título      | Personagem  |
| ---- | ----------- | ----------- |
| 1997 | A Grade     | Guarda      |
| 2000 | Hans Staden | Hans Staden |

## Teatro
| Ano  | Título                   |
| ---- | ------------------------ |
| 1990 | Filosofia e Devaneios    |
| 1991 | Tragédia                 |
| 1995 | Bonitinha, mas Ordinária |
| 1996 | O Mercador de Veneza     |